# Столетие (фильм)
«Столетие» (англ. Century) — кинофильм. Основная идея фильма, действие которого начинается в последний день 1899 года, состоит в сопоставлении двух столетних рубежей. Автор, режиссёр и сценарист Стивен Поляков, прослеживает изменения, связанные с политикой и научным прогрессом, и анализирует их воздействие на индивидуальную личность и общество в целом.

## Сюжет
Пол Райснер, молодой доктор, работает исследователем в престижном медицинском институте. Он увлечён своей профессией и стремится сделать блестящую карьеру. Вскоре он обнаруживает, что деятельность его наставника, профессора Мэндри, приводит к печальным последствиям. Все его пациентки становятся бесплодными.

## В ролях
- Клайв Оуэн — доктор Пол Райснер
- Чарльз Дэнс — профессор Мэндри
- Лена Хеди — Мириам
- Миранда Ричардсон — Клара
- Джоан Хиксон — миссис Уитветер
- Роберт Стивенс — мистер Райснер
- Анна Чанселлор